# Джексон, Чарльз
Чарльз Реджинальд Джексон (англ. Charles Reginald Jackson; 6 апреля 1903 года, Саммит, США — 21 сентября 1968 года, Нью-Йорк, США) — американский писатель, автор романа «Потерянный уикенд», впоследствии экранизированного Билли Уайлдером.

## Ранний период жизни
Чарльз Р. Джексон родился в Саммите, штат Нью-Джерси, в семье Фредерика Джорджа и Сары Уильямс Джексонов. В 1907 году его семья переехала в Ньюарк, штат Нью-Йорк, а девять лет спустя его старшая сестра Тельма и младший брат Ричард погибли в автомобильной аварии — поезд врезался в машину в которой они в тот момент находились. В 1921 году Чарльз окончил Ньюаркскую среднюю школу. Обучение проходил в Сиракузском университете. Был членом студенческого братства, однако был исключен в первый год учебы в результате «тайной сексуальной связи с одним из членов братства, который рассказал об инциденте таким образом, что только Джексон был выставлен для публичного позора». Литературно обработанная версия этого инцидента была позже включена в «Потерянный уикенд».
В молодости работал редактором в местных газетах и книжных магазинах Чикаго и Нью-Йорка, но вынужден был бросить работу так как заболел туберкулезом. С 1927 по 1931 год Джексон лечился в различных санаториях и в конечном итоге выздоровел после пребывания в Давосе, Швейцария. Его борьба с туберкулезом стоила ему одного легкого, а так же послужила катализатором его алкоголизма.

## Карьера
Джексон вернулся в Нью-Йорк в разгар Великой депрессии, где трудности с поиском работы подстегнули его склонность к алкоголизму. Его борьба с пьянством началась в конце 1936 года и была в значительной степени выиграна к 1938 году. 4 марта 1938 года Джексон женился на журналистке Роже Бут. Позже у пары родились две дочери, Сара (1940) и Кейт (1943). В течение данного периода он работал в качестве внештатного автора и писал сценарии для радио.
Первый опубликованный рассказ Джексона «Вербное воскресенье» появился в журнале «Partisan Review» в 1939 году. Рассказ был о развращенном органисте работавшем в церкви, которую автор посещал в детстве. В 40-х годах Джексон написал три романа, первым из которых стал «Потерянный уикенд», опубликованный издательством Farrar & Rinehart в 1944 году. В автобиографическом романе рассказывается о пятидневном запое алкоголика. Роман принес Джексону признание. Во время работы над «Потерянным уикендом», Джексон также занимался написанием сценариев для радио-постановки «Sweet River» об овдовевшем священнике и его двух сыновьях, зарабатывая до 1000 долларов в неделю.
В 1945 году Paramount Pictures заплатила 35 000 долларов за право адаптировать книгу в одноименный фильм. Экранизация удостоилась четырех премий Оскар, в том числе за лучший фильм. Режиссером фильма выступил Билли Уайлдер, роль Дона Бирнама, главного героя произведения, исполнил Рэй Милланд. :101
Второй написанный Джексоном роман «Падение Доблести» был опубликован в 1946 году (название позаимствовано из отрывка романа «Моби Дик», Германа Мелвилла). Действие разворачивается в 1943 году, описывая историю профессора одержимого молодым, красивым военным. Роман получил неоднозначные отзывы и, хотя продажи были достойными, все же был значительно менее успешным, чем знаменитый первый роман Джексона. Третья книга «Внешние границы» был опубликован в 1948 году и рассказывал об ужасном изнасиловании и убийстве двух девушек в округе Вестчестер, штат Нью-Йорк. Роман также получил смешанные отзывы и продажи были низкими относительно предыдущих работ. Позже Джексон опубликовал еще два сборника рассказов «Солнечная сторона: двенадцать аркадийских сказок» (1950) и «Земные создания» (1953).
На пике своей карьеры Чарльз Джексон читал лекции в различных колледжах.

## Поздние годы
На протяжении всей своей карьеры Джексон продолжал бороться с алкогольной зависимостью и пристрастием к таблеткам. В течение многих лет Джексон посещал психоаналитика, чтобы избавиться от вредных привычек. После успеха «Потерянного уикенда» Джексон начал принимать таблетки (в основном успокаивающий Seconal) и снова запил. Позже он признавался жене, что если бы не находился под воздействием таблеток, то мог бы впасть в творческий кризис и депрессию.
В сентябре 1952 года Джексон предпринял попытку самоубийства и был помещен в госпиталь. Спустя четыре месяца повторно помещен в госпиталь после перенесенного нервного срыва. После выписки он снова вернулся к употреблению алкоголя, а также успокоительных препаратов на основе паральдегида. В течение этого времени Джексон написал шесть коротких рассказов и начал писать роман «Жизнь из вторых рук».
В 1953 году Джексон записался в клинику лечения алкоголизма и присоединился к сообществу Анонимных Алкоголиков. Позже Джексон стал читать лекции об алкоголизме перед большими группам, делясь своим опытом. Доступна запись его выступления в Кливленде, штат Огайо, в мае 1959 года. Он также стал первым оратором в АА, который открыто заговорил о зависимости от медицинских препаратов (барбитураты и паральдегид).
В середине 1950-х Джексон вел трезвый образ жизни, но больше не писал. В результате он и его семья стали испытывать финансовые проблемы. Джексон и его жена были вынуждены продать свой дом в Нью-Гемпшире и в конце концов переехали в Сэнди Хук, штат Коннектикут. Жена Джексона получила работу в Йельском Центре Изучения Алкоголизма, а Джексон переехал в Нью-Йорк, где снимал квартиру в Дакоте, знаменитом жилом доме на Манхэттэне. Джексон продолжил посещать собрания Анонимных Алкоголиков и пытался снова начать писать. В начале 1960-х три коротких рассказа появились в журнале McCall’s но Джексон все еще боролся с периодическими приступами творческого кризиса. Позже он редактировал телесериал Телевизионный театр Крафта и работал преподавателем письма в Университете Ратгерса.
Давний заядлый курильщик, Джексон страдал хронической обструктивной болезнью легких и в итоге, после рецидива туберкулеза, был госпитализирован в мемориальную больницу Уилла Роджерса на озере Саранак. После выздоровления он получил аванс за новую книгу от издательства Macmillan. Джексон переехал в отель «Челси» и возобновил работу над романом «Secondhand life», который он начал писать пятнадцатью годами ранее. После публикации книга получила смешанные рецензии, но продавалась хорошо.

## Смерть
Со слов писателя и ученого Энтони Слайда, перед смертью Джексон снова запил и отдалился от жены и детей. Слайд также пишет, что Джексон, на протяжении большей части своей жизни, был скрытым бисексуалом и в последние годы пытался сжиться с осознанием этого. Слайд утверждает, что Джексон «[...] в конце жизни определял себя как бисексуала» и с 1965 года начал жить с любовником.
21 сентября 1968 года Джексон скончался от отравления барбитуратами в больнице Святого Винсента в Нью-Йорке. Его смерть была объявлена самоубийством. Перед смертью Джексон работал над продолжением «Потерянного уикенда» под названием «Дальше и Шире».